# Robert Gaupp junior
Robert Gaupp (* 19. September 1907 in Tübingen; † 26. März 1978 in Stuttgart) war ein deutscher Psychiater und Neurologe.

## Wirken
Robert Gaupp war der Sohn des Psychiaters Robert Eugen Gaupp senior. Er absolvierte ein Studium der Medizin und wurde 1931 an der Universität Tübingen zum Dr. med. promoviert. Bald darauf wurde er Assistent bei der Deutschen Forschungsanstalt für Psychiatrie in München und war anschließend an der Nervenklinik in Kiel tätig. Er habilitierte sich 1936 an der Universität Freiburg im Breisgau, wo er ab 1938 als Oberarzt und Privatdozent an der dortigen Nervenklinik beschäftigt war. Am 22. Juni 1937 beantragte er die Aufnahme in die NSDAP und wurde rückwirkend zum 1. Mai desselben Jahres aufgenommen (Mitgliedsnummer 4.463.403). Er betätigte sich als Spitzel für den SD und ab 1939 wurde er beim SD als SS-Untersturmführer geführt. 1944 wurde er zum außerplanmäßigen Professor berufen.
Nach Kriegsende wurde Gaupp vom Hochschuldienst suspendiert und ihm wurde die Habilitation wieder aberkannt. Er war bis Ende 1948 interniert. Anschließend führte er eine Praxis in Stuttgart. Er starb 1978 in Stuttgart und wurde auf dem dortigen Fangelsbachfriedhof beigesetzt.